# 東海大学農学部・大学院農学研究科
東海大学農学部（とうかいだいがくのうがくぶ、School of Agriculture）は、東海大学に開設されている農学部。東海大学大学院農学研究科（とうかいだいがくだいがくいんのうがくけんきゅうか、Graduate School of Agriculture）は、東海大学大学院に開設されている農学研究科。

## 沿革
- 1980年 1973年開学の九州東海大学の阿蘇キャンパスに農学部が開設。農学科、畜産学科を設置
- 1984年 大学院農学研究科開設、農学専攻設置
- 1985年 東海大学総合農学研究所設立
- 2001年 農学科や畜産学科を改組し、応用植物科学科、応用動物科学科、バイオサイエンス学科を設置
- 2006年 独立行政法人農業・食品産業技術総合研究機構 九州沖縄農業研究センターと連携大学院を設置
- 2008年 九州東海大学が東海大学と統合し、同大学農学部は東海大学農学部に改組。学科・大学院専攻の構成はそのまま
- 2022年 応用植物科学科、応用動物科学科、バイオサイエンス学科を農学科、動物科学科、食生命科学科に改組
- 2023年 益城町の新キャンパス「阿蘇くまもと臨空キャンパス」開設

## 学部組織
農学部
- 農学科
- 動物科学科
- 食生命科学科

## 大学院
農学研究科
- 農学専攻（修士課程）
  - 生物資源科学コース
  - 生命科学コース
  - 連携大学院

## 付属施設
農学教育実習センター（熊本県阿蘇郡南阿蘇村河陽）
農学教育実習センターは、熊本県の伝統作物の栽培方法の確立や自家採種での種の保存・種子提供、伝統野菜を使用した加工品の開発をとおして、全国へ熊本県の伝統野菜のアピールを行っている。栽培管理は1995年に環境保全型の一環として設置した作物見本園に応用植物科学科2年生の農場実習を中心に播種から収穫、種子選抜を行っている。環境保全型農業の展示圃場となるため、 農薬や除草剤など環境に悪影響のものは不使用で、肥料は阿蘇の野草等を食べた家畜の糞尿を堆肥化し、肥料としているという。